# Куртц, Кэтрин
Кэтрин Ирен Куртц (англ. Katherine Irene Kurtz; род. 18 октября 1944, Корал-Гейблс, Флорида, США) — американская писательница, автор романов в жанрах фэнтези и криптоистории, наиболее известные из которых — циклы «Дерини» и «Адепт».

## Краткая биография

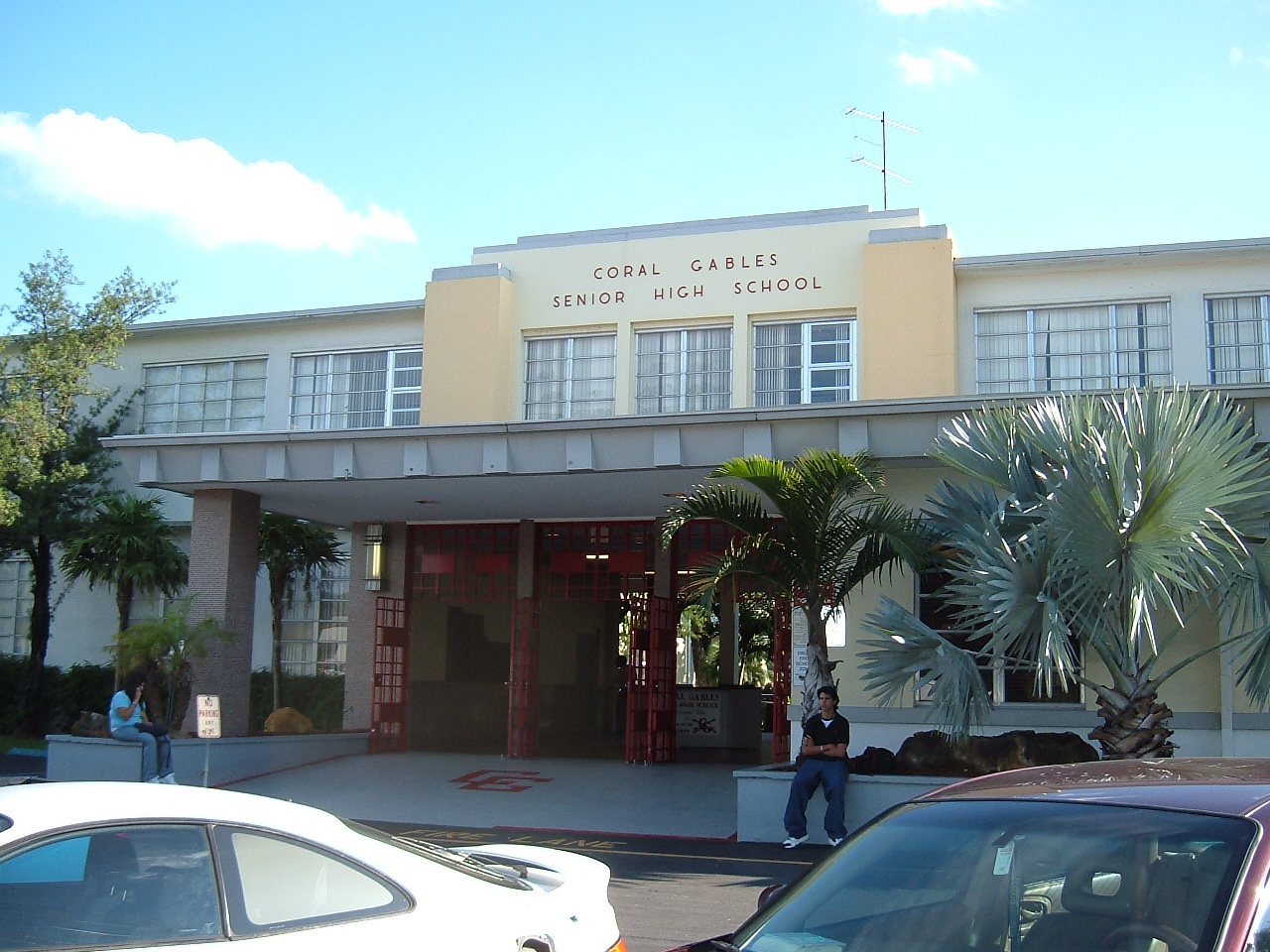
Средняя школа Корал-Гейблс

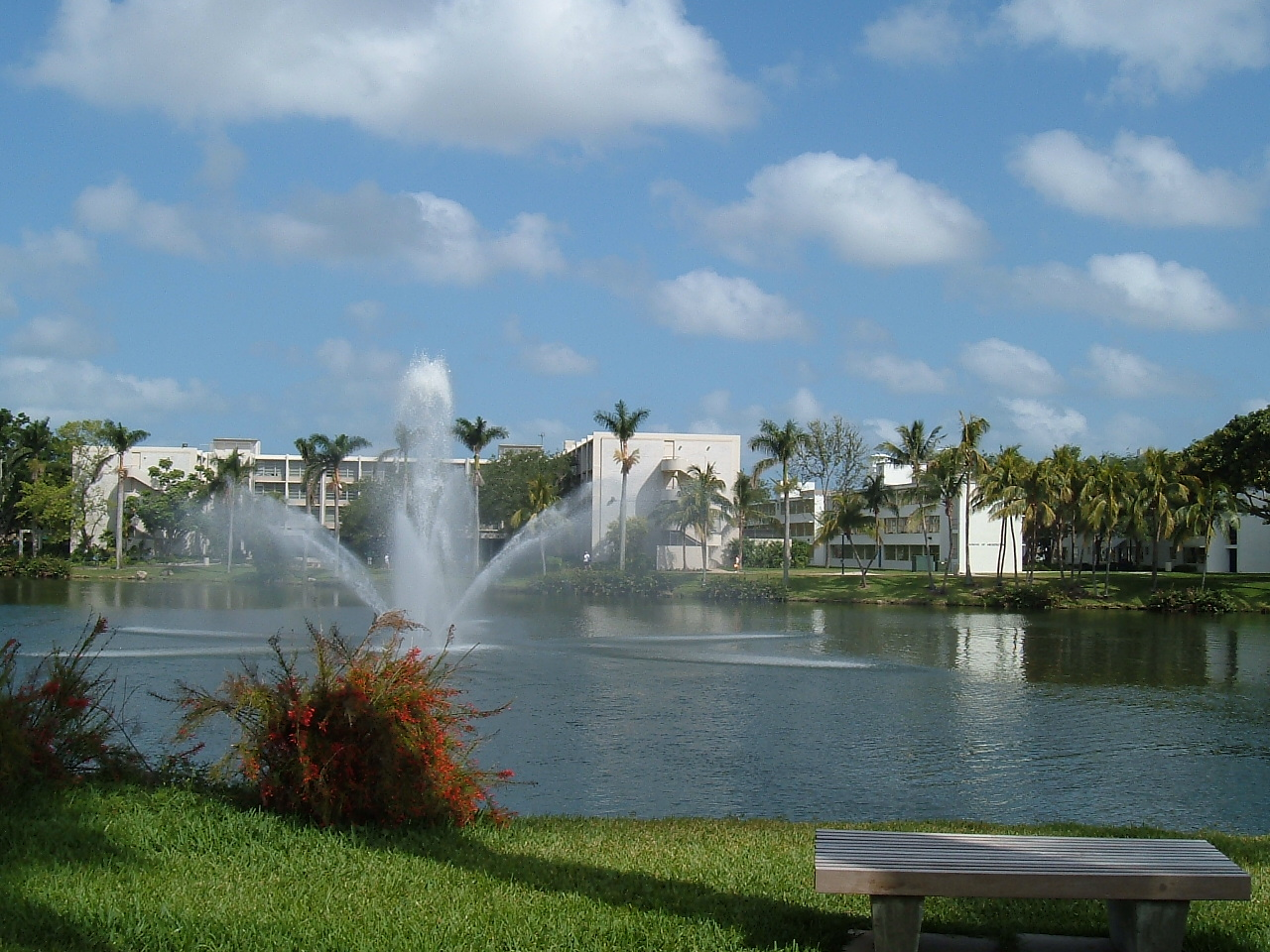
Университет Майами

Родилась в городке Корал-Гейблс, штат Флорида, США. Её отец работал специалистом по радиолокации в авиационной компании «Бендикс Авионикс», мать — секретарём в юридической конторе. Ребёнок родился во время сильного урагана и впоследствии Кэтрин Куртц считала, что он и перенёс её душу из другого мира в этот.
Кэтрин Куртц говорила, что не помнит того времени, когда не умела читать. По семейному преданию, в двухлетнем возрасте она прочитала для своих родных стихотворение «Сиротка Энни» без единой ошибки. Позднее, учась в начальной школе, при первой же возможности она записалась в школьную и местную публичную библиотеки. Кроме художественной литературы её интересовали книги по истории и химии.
Последнее впоследствии помогло ей выйти в полуфинал конкурса молодых исследователей своего штата. Благодаря этой победе она смогла окончить Университет Майами со степенью бакалавра по химии (1966). Продолжила обучение в университетском Медицинском колледже, но через год неожиданно отказалась от карьеры врача, решив стать профессиональным писателем. Она уехала в Лос-Анджелес для продолжения образования в области средневековой истории в Калифорнийском университете, после окончания которого получила степень магистра искусств, защитив диссертацию по истории средневековой Англии (1971).

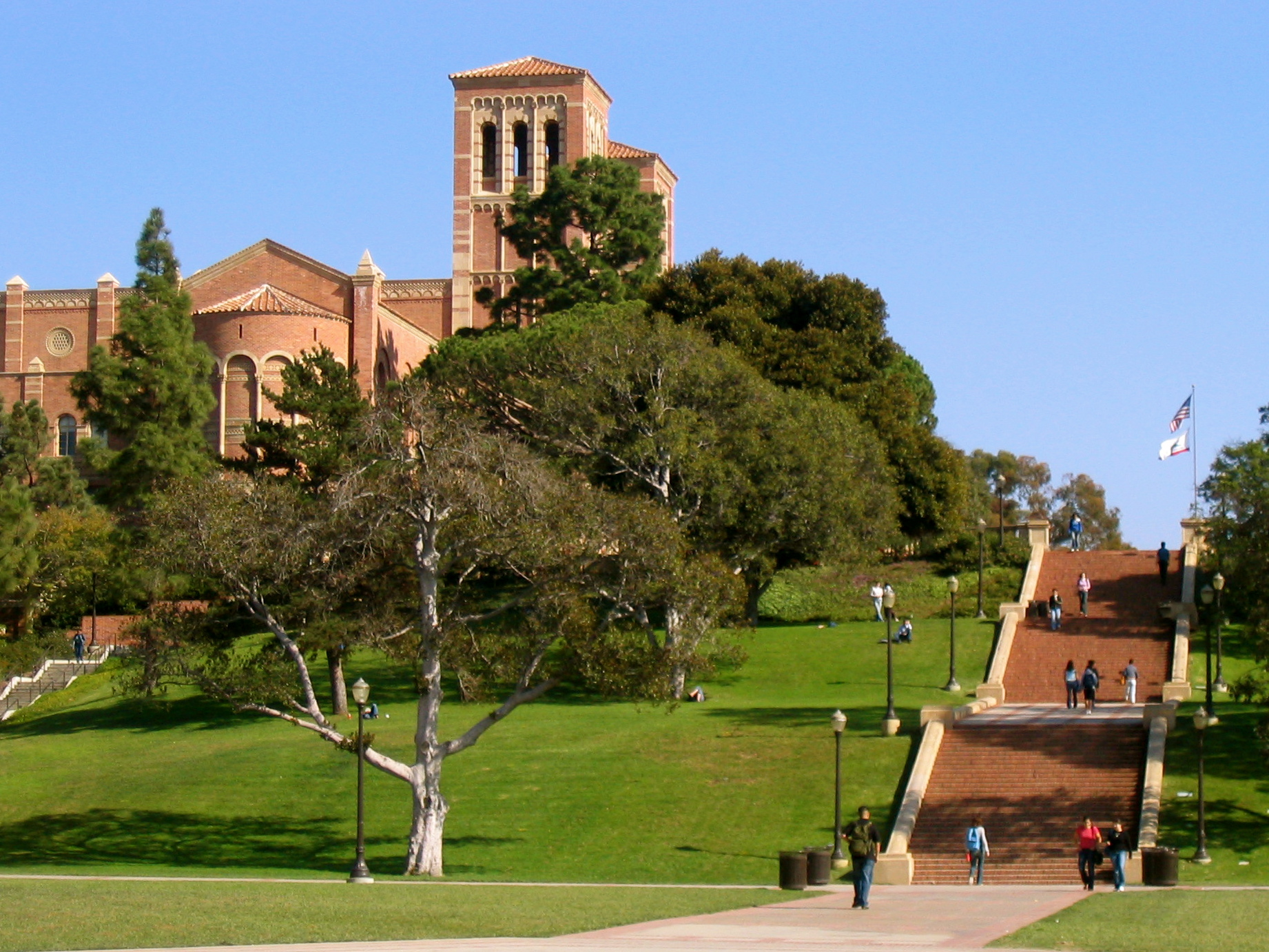
Калифорнийский университет

В 1969 году Кэтрин Куртц была приглашена в Департамент полиции Лос-Анджелеса на должность помощника по административной работе, а после окончания магистратуры переведена в Полицейскую академию старшим инструктором, где и проработала до 1981 года.
Ещё во время изучения средневековой истории в Калифорнийском университете, Кэтрин Куртц вступила в «Общество креативного анахронизма» — творческую группу, занимающуюся реконструкцией европейского средневековья. В этом обществе она была известна под именем «Биван Фрэйзер, графини Стерлингской» и дважды занимала трон «Королевы Запада». Среди «креативных анахронистов» она встретила и своего будущего супруга — издателя и продюсера Скотта МакМиллана, за которого она вышла замуж 9 апреля 1983 года.
В 1986 году супруги переселились из Калифорнии в Ирландию, где приобрели замок Холибрук-Холл в графстве Уиклоу. В настоящее время Кэтрин Куртц, вместе со своим мужем, Скоттом МакМилланом, и его сыном от первого брака, Камероном, проживает в штате Виргиния, США, куда семья вернулась в 2007 году.

## Литературная деятельность
Фэнтези Кэтрин Куртц полюбила ещё в школьные годы и из всего прочитанного наибольшее влияние на её творчество оказал «Властелин Колец» Дж. Р. Р. Толкина, а также произведения Андре Нортон. Со временем она отходит от чужого воздействия и вырабатывает свой собственный стиль, предпочитая работать в поджанре исторической фэнтези, где «действие происходит в мире, близком к реальному земному средневековью, а используемая магия скорее напоминает экстрасенсорные способности».

Возрождение Дерини

11 октября 1964 года, ещё во время обучения в Университете Майами, ей приснился удивительно яркий сон, воспоминания о котором легли в основу повести «Лорды Сорандора», завершённой в октябре 1965 года. Калифорнийский университет и средневековые штудии оказали значительное влияние на первоначальный замысел и после завершения образования, когда Кэтрин Куртц предложила издательству «Ballantine Books» свой дебютный роман, тот во многом отличался от своего предшественника. Роман «Возрождение Дерини» увидел свет в августе 1970 года, а вскоре за ним последовали два продолжения, которые сформировали первую трилогию о мире Одиннадцати Королевств — «Хроники Дерини».
В последующие годы мир, описанный Кэтрин Куртц в первой трилогии, получил дальнейшее развитие: в 1976—1981 годах была опубликована трилогия «Легенды о Камбере Кулдском», последний роман которой был удостоен премии «Балрог», а 1984—1986 и в 1989—1994 годах вышли ещё две трилогии — «Истории короля Келсона» и «Наследники святого Камбера», первая из которых была в 2000 году дополнена новым романом — «Невестой короля Келсона». Наконец, в 2003 и 2006 годах выходят первые два романа новой трилогии — «На королевской службе» и «Чайльд Морган», третий роман которой, "Королевский Дерини", был опубликован в декабре 2014 года.
В дополнение к романам, Кэтрин Куртц опубликовала сборник рассказов «Архивы Дерини» (1986), гримуар «Магия Дерини» (1990) и энциклопедию «Codex Derynianus» (1997, в соавторстве с Робертом Реджинальдом). Также под её редакцией вышел сборник рассказов её поклонников — «Легенды Дерини» (2002).
Кроме исторической фэнтези Кэтрин Куртц также работала и в других жанрах. Так в соавторстве с Деборой Тёрнер Харрис она написала два цикла — исторический детектив с элементами мистики «Адепт» (1991—1996) и криптоисторическую фантастику «Тамплиеры» (1998—2002). А вместе со своим мужем Скоттом МакМилланом — детективный цикл о вампирах «Рыцари крови» (1993—1994).

### Адепт
- Ночь праздника урожая (1983)

(в соавторстве с Деборой Тёрнер Харрис)
- Книга I: Адепт (1991)
- Книга II: Ложа рыси (1992)
- Книга III: Сокровище тамплиеров (1993)
- Книга IV: Магический кинжал (1995)
- Книга V: Смерть адепта (1996)

### Тысячелетие
- Книга I: Наследие Лера (1986)

### Рыцари крови
(в соавторстве со Скоттом МакМилланом)
- Книга I: Рыцари крови (1993)
- Книга II: На острие меча (1994)

### Тамплиеры
(в соавторстве с Деборой Тёрнер Харрис)
- Книга I: Храм и камень (1998)
- Книга II: Храм и корона (2001)

(сборники под редакцией Кэтрин Куртц)
- Сказания о тамплиерах (1995)
- Крестовый поход: другие сказания о тамплиерах (1998)
- Крестовый поход огня: мистические сказания о тамплиерах (2002)

### Другие
- Две короны Америки (1996)
- Гаргульи святого Патрика (2001)

## Рукописи
Рукописи Кэтрин Куртц хранятся в библиотеке Джона М. Пфау, Университет штата Калифорния, Сан Бернардино.

## Основные награды
- 1977 — Премия памяти Эдмонда Гамильтона за роман «Камбер Кулдский»
- 1982 — Премия Балрог за роман «Камбер-еретик»